# O'Hare Branch
Pour les articles homonymes, voir O'Hare.
La O'Hare Branch est un tronçon  de la ligne bleue du métro de Chicago, il est composé de trois sections différentes: La Milwaukee Elevated, le Milwaukee-Kimball Subway & Kennedy Extension et enfin la O'Hare Extension.

## Historique

### Milwaukee Elevated
Vestige de la Metropolitan West Side Elevated (anciennement connue sous le nom de Logan Square Branch ou North West Branch), il ne reste plus qu'un court tronçon de 1895 qui est encore utilisé entre Damen et California avant de replonger dans le Milwaukee-Kimball Subway avant la station Logan Square. Le tracé en utilisation représente 3,5 kilomètres soit un peu plus de la moitié des voies originales depuis l'ouverture du Milwaukee-Dearborn Subway en 1951.

#### Humboldt Park Branch
La ligne de Humboldt Park était anciennement reliée à la station Robey Street de la Logan Square Branch. Il s'agissait d'une ligne indépendante ouverte par la Metropolitan West Side Elevated en 1895 et qui s'étendait le long d'Humboldt Park sur 3,6 kilomètres vers l'ouest de la ville.
Elle devait au départ mesurer 10,4 kilomètres jusque Harlem Avenue (72nd Avenue à l'époque) mais sa fréquentation moyenne (probablement liée au fait qu'elle n'était pas directement connectée au Loop sauf certaines rames en heure de pointe uniquement jusque 1905) fit qu'elle fut limitée à son tronçon d'inauguration.
Cinq stations étaient desservies de Robey Street à Lawndale avant que sous la pression des résidents proches, une station Humboldt Park Boulevard ne soit rajoutée entre California et Kedzie au milieu de la ligne le 11 novembre 1902.
La Humboldt Park Branch ne fut plus modifiée jusqu’à la création de la Chicago Transit Authority (CTA) en 1947 qui conserva dans un premier temps sa desserte comme une navette tout en étudiant les alternatives possibles. Le principal problème de la Humboldt Park Branch était que son terminal de Lawndale se situait en dehors des sentiers battus, un endroit sans fréquentation importante ni site particulier à proximité.
En 1949, la Chicago Transit Authority déclara que la ligne devait fermer et être remplacée par une ligne de bus plus économique mais faisant face à de nombreuses pressions politiques, le service y fut encore maintenu quelques années.
L'ouverture du Milwaukee-Dearborn Subway le 25 février 1951 allait encore enfoncer le clou ; Le service n'étant pas régulier sur la Humboldt Park Branch, les passagers préféraient se rendre à pied vers les stations desservies par le nouveau tracé afin de ne pas patienter trop longtemps.
Dans le même temps, tout l'entretien et le nettoyage des voies de la ligne furent suspendus, causant une détérioration immédiate et évidente dans les stations et sur les voies.
La Chicago Transit Authority annonça dès lors une nouvelle fois son intention inévitable cette fois-ci de fermer la Humboldt Park Branch. Le service y a été interrompu le 4 mai 1952 et le tracé fut remplacé par le bus 72 avant que les voies ne soient démantelées au début des années 1960. Les derniers vestiges de la Humboldt Park Branch disparurent lors de la reconstruction de la station Damen en 1995.

### Milwaukee-Kimball Subway & Kennedy Extension
L'expansion d'après-guerre du 'L' prit la forme d’une nouvelle ligne au milieu de la Congress Expressway, la Congress Branch afin de remplacer la Grafield Park Branch. La réussite tant d'un point de vue commercial, qu'architectural de la nouvelle ligne poussa la ville à étudier le même type de desserte au milieu d’autres autoroutes de son agglomération. L'une prit forme au milieu de la Dan Ryan Expressway (Dan Ryan Branch) tandis que la seconde fut dessinée au nord-ouest en direction de l'aéroport international O'Hare grâce à la construction d'un nouveau tunnel à partir de Logan Square.
Les premiers coups de pioches furent donnés en 1967 au croisement de Sacramento Avenue et de Milwaukee Avenue.
La ligne ouverte en 1970 mesure au total 8,4 kilomètres dont 6,5 kilomètres au milieu de l'autoroute jusqu'à Jefferson Park pour six stations dont deux souterraines.

### O'Hare Extension

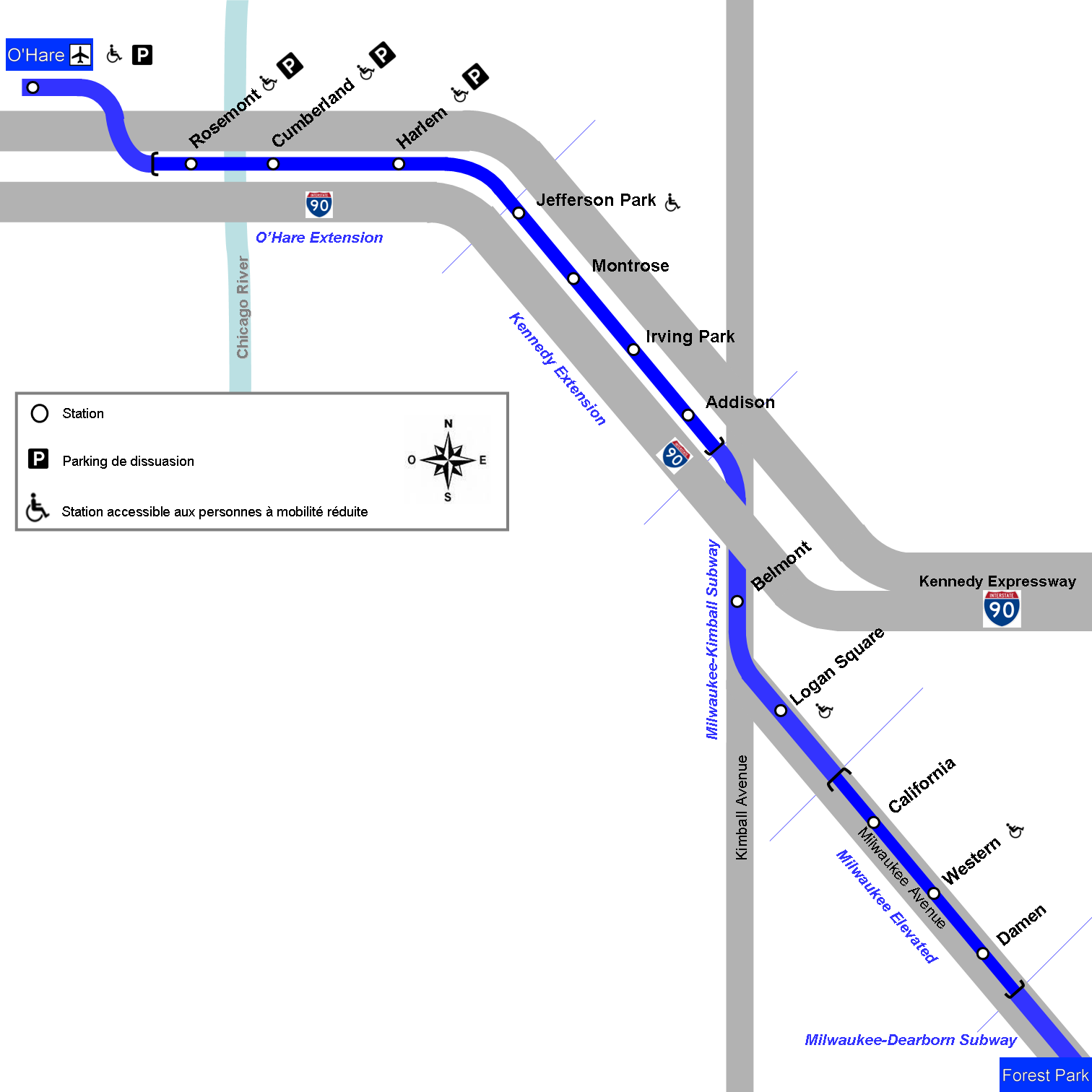
Plan de la O'Hare Branch

Vu le succès de foule dès son ouverture, il fut très vite décidé que le 'L' ne pouvait pas être limité à Jefferson Park ; Début des années 1980, les travaux reprirent au-delà de la station afin de prolonger la ligne sur neuf kilomètres vers l'aéroport international O'Hare sur l'extrême nord-ouest de la ville. Son ouverture se fit en deux temps puisque la ligne fut inaugurée jusque River Road le 27 février 1983 avant d’être acheminée à son terminus actuel de O'Hare le 3 septembre 1984.
Contrairement à celui de la Kennedy Extension, le développement des stations de la O'Hare Extension fut confié à quatre compagnies différentes. Le cabinet Skidmore Owings & Merrill qui avait construit toutes les stations de la Kennedy Extension, reçut la construction de Harlem avec la demande de sortir du modèle de base habituel qui bien que considéré comme moderne et fonctionnel à son ouverture avait prouvé ses limites dans le temps n'offrant que peu de confort aux passagers en attente.
La Chicago Transit Authority fit également construire un nouveau dépôt à hauteur de Rosemont, le précédent de Jefferson Park ayant dû être démonté afin de prolonger la ligne.
Les premiers résultats furent encourageants et son ouverture entraina la construction de nouveaux zoning le long de son tracé faisant taire les craintes des Chicagoans de ne voir cette ligne utilisée que par les passagers à destination de l’aéroport international O'Hare.